# Szalóme (keresztnév)
A Szalóme női név héber, egyes vélemények szerint arámi eredetű, jelentése bizonytalan, valószínűleg béke vagy épségben lévő. Végső soron a héber sjalom zion kifejezés görög rövidüléséből származik.[forrás?]

## Rokon nevek
- Salóme:[1] a Szalóme alakváltozata.[3]
- Salomé:[1] a Szalóme alakváltozata.
- Zelma

## Gyakorisága
Az 1990-es években a Szalóme és a Salóme szórványos név, a 2000-es években nem szerepelnek a 100 leggyakoribb női név között.

## Névnapok
- június 29.[2]
- október 22.[2]
- november 17.[2]

## Idegen nyelvi változatai
- Salome
- Salomé

## Híres Szalómék, Salómék, Salomék
- A Bibliában Heródiás lánya, aki a király tetszésére táncolt és jutalmul Keresztelő Szent János fejét kérte (Márk evangéliuma (6:17))
- Szintén a Bibliában Szent János és idősebb Szent Jakab apostolok édesanyja, Zebedeus felesége.